# Ferrari 250 P
La Ferrari 250 P è una vettura da competizione prodotta dalla Ferrari che partecipò al Campionato mondiale sportprototipi.

## Il progetto
Nel 1962, la Ferrari aveva schierato nel mondiale sportprototipi diverse vetture. I suoi principali successi li ottenne con la 250 Testa Rossa e la 246 SP, oltre ad una serie di altre vetture derivate direttamente da quest'ultima. La Testa Rossa era una vettura di elevate prestazioni, ma con il motore posizionato ancora all'anteriore era diventata obsoleta rispetto alle nuove e più agili vetture a motore centrale, come la 246 SP. Quest'ultima, sebbene maneggevole, a fine stagione non era più competitiva sul piano delle prestazioni. La Ferrari decise allora di sostituire il motore V6 che equipaggiava queste ultime vetture con uno di maggiore potenza. Fu scelto il V12, progettato da Gioachino Colombo, che già aveva equipaggiato diverse vetture sia stradali che da competizione, fra cui la stessa 250 Testa Rossa e la 250 GTO.
Il propulsore in questione aveva una cilindrata di 2953,21cm³ con angolo tra le bancate di 60°. La distribuzione era monoalbero con due valvole per cilindro. Sulla 250 P, l'alimentazione era affidata a 6 carburatori Weber 38DCN. Con questa configurazione, la potenza erogata era di 310 CV.
Il primo prototipo viene realizzato nel 1962, modificando il telaio di una 246 SP, un traliccio in tubi d'acciaio, allungandone il passo per permettere l'installazione del nuovo propulsore. Le sospensioni, sia anteriori che posteriori, erano a quadrilateri deformabili con ruote indipendenti, ammortizzatori idraulici e molle elicoidali. In totale furono costruite quattro 250 P, identificate dai numeri di telaio 0810, 0812, 0814, 0816.

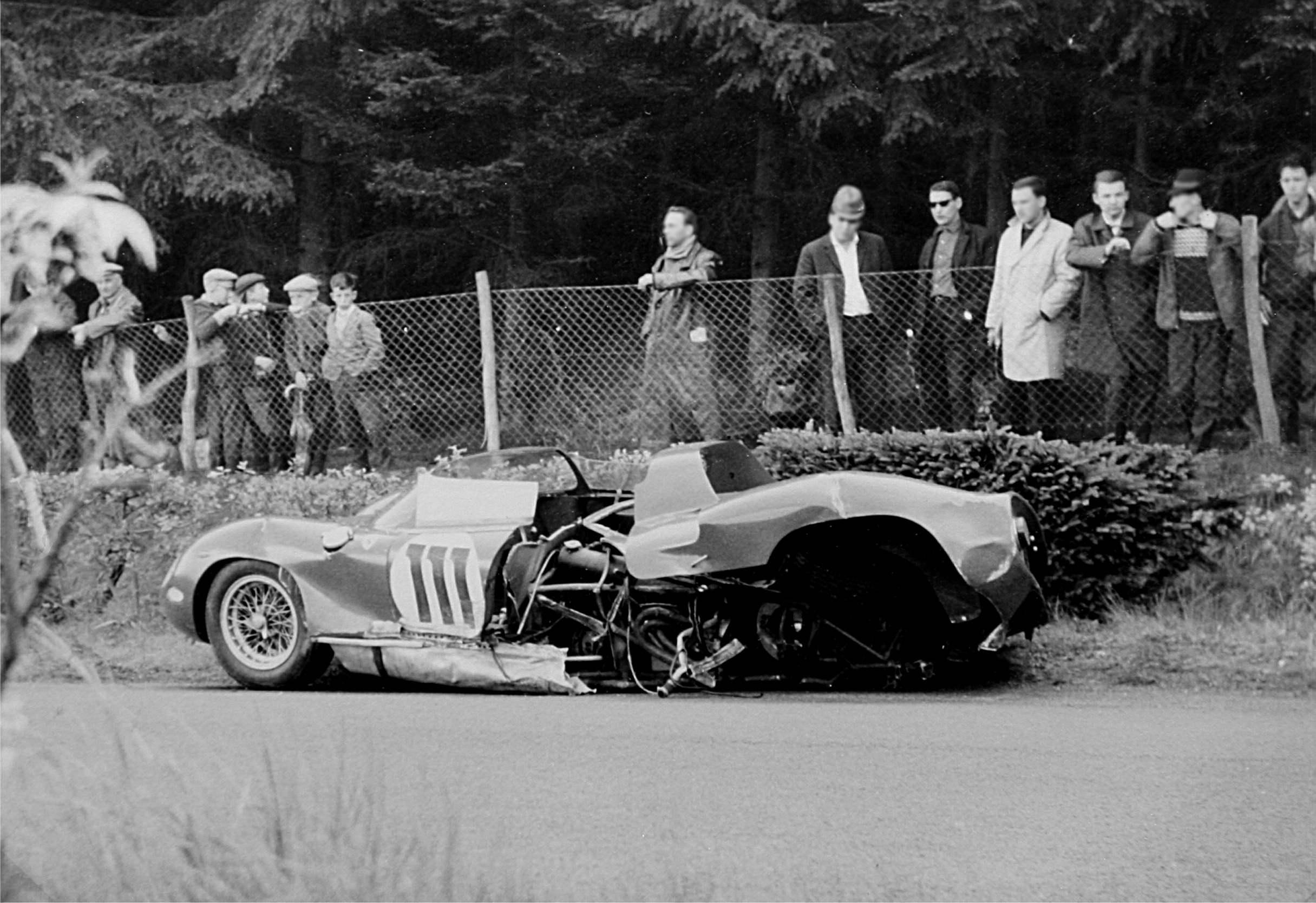
La Ferrari 250 P di Mike Parkes dopo l'incidente alla 1000 km del Nürburgring del 1963.

## La stagione 1963
Le 250 P debuttarono il 23 marzo 1963 alla 12 Ore di Sebring. Le due vetture in gara, con gli equipaggi Surtees/Scarfiotti e Mairesse/Vaccarella/Bandini conquistarono rispettivamente il primo e il secondo posto.
La seconda gara, corsa in data 5 maggio, fu la Targa Florio. Le due 250 P, affidate agli equipaggi Scarfiotti/Mairesse e Parkes/Surtees, furono entrambe costrette al ritiro per un incidente.
Il 19 maggio fu la volta della 1000 km del Nürburgring. Delle due vetture schierate, quella condotta dall'equipaggio Surtees/Mairesse conquistò la vittoria, mentre la seconda affidata a Parkes/Scarfiotti si ritirò in seguito ad un incidente. Una terza 250 P, iscritta con Vaccarella come pilota, non partì.
Per la 24 Ore di Le Mans, in data 16 giugno, la Ferrari iscrisse quattro 250 P. Di queste, solo tre parteciparono alla gara. La 250 P condotta dall'equipaggio Surtees/Mairesse fu costretta al ritiro al 252º giro, dopo che a seguito di un incidente la vettura prese fuoco. Le altre due 250 P, con equipaggio Bandini/Scarfiotti e Parkes/Maglioli, conclusero rispettivamente al primo e terzo posto.
La Ferrari vinse il campionato costruttori con 72 punti, seconda arrivò la Porsche con 30 punti.

## La 275 P e la 330 P

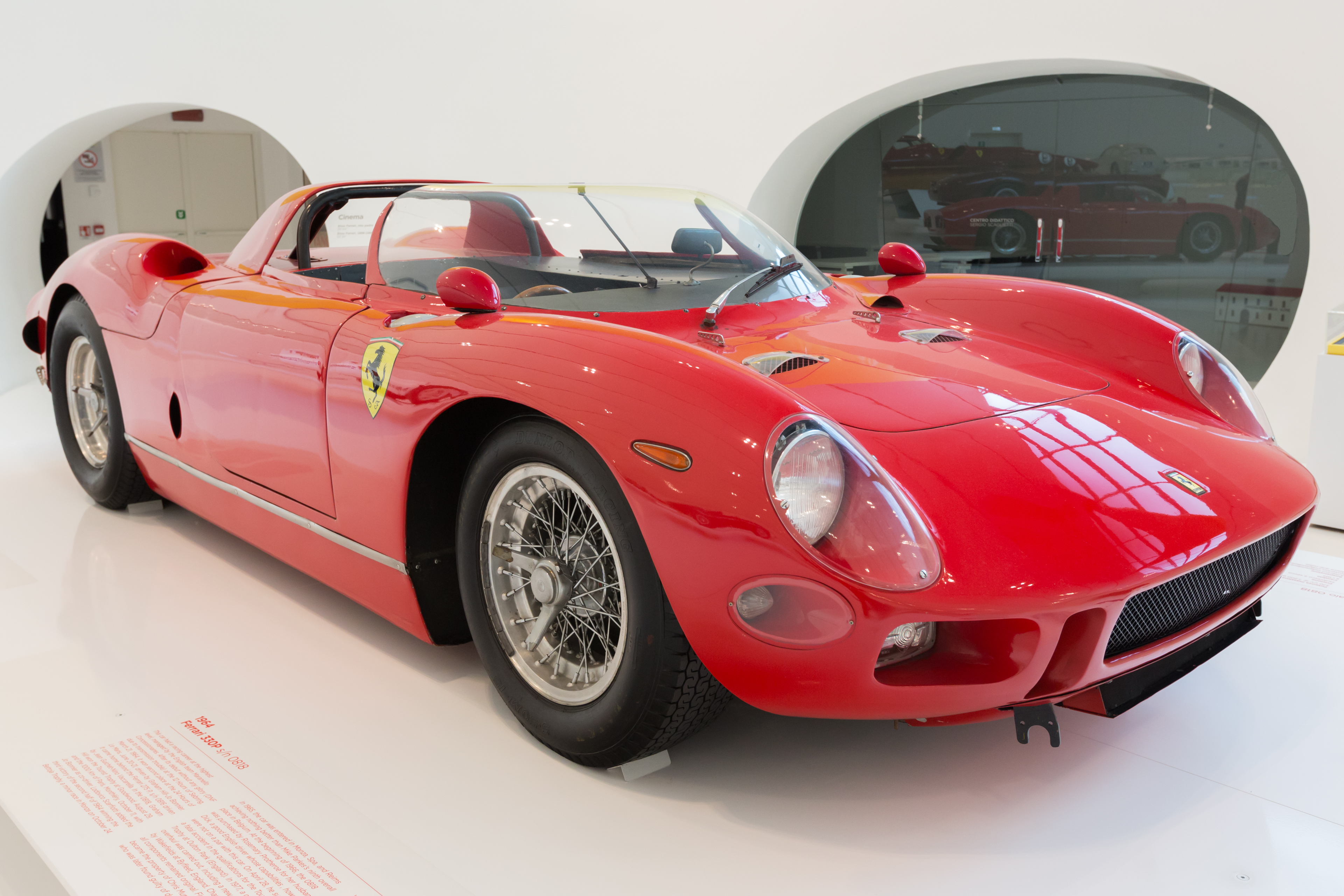
La Ferrari 330P

Per il 1964 la Ferrari decise di non progettare una nuova vettura, e cercò invece di aumentare le prestazioni della 250 P. La prima evoluzione, la 275 P, vide l'aumento dell'alesaggio da 73mm a 77mm, portando la cilindrata a 3285,72 cm³. Il rapporto di compressione venne aumentato a 9,7:1. La potenza erogata era di 320 CV a 7700 giri. Il peso scese a 755 kg. Furono realizzate sei 275 P, di queste tre erano 250 P modificate, quelle con i numeri di telaio 0812, 0814 e 0816. Altre tre furono costruite da zero, con numero di telaio 0818, 0820 e 0822.
Nello stesso anno la Ferrari decise di incrementare ulteriormente le prestazioni di queste vetture. Sulle 330 P, così vennero rinominate, la cilindrata crebbe fino 3967,44 cm³ a seguito dell'aumento della corsa a 71mm. Il rapporto di compressione venne alzato ulteriormente a 9,8:1. La potenza arrivò a 370 CV. Le vetture che subirono tali modifiche furono la 250 P numero di telaio 0810 e le 275 P numero di telaio 0814, 0818, 0820 e 0822. Fu costruita anche una sesta 330 P, con numero di telaio 0824.
Sia le 275 P che le 330 P avevano il passo allungato a 2500mm.

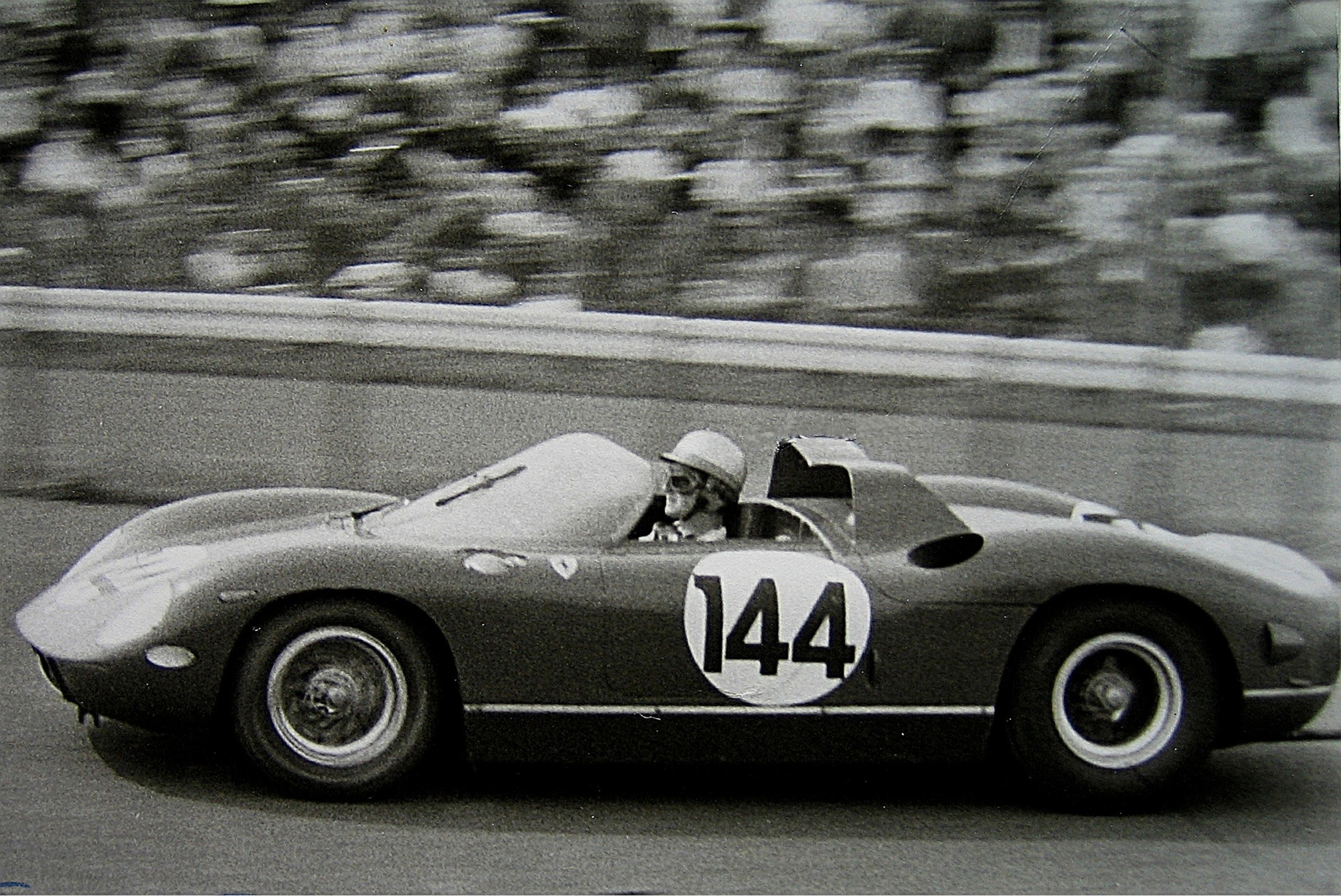
La 275 P, con Ludovico Scarfiotti alla guida, durante la 1000 km del Nürburgring del 1964.

## La stagione 1964
Le 275 P e le 330 P debuttarono il 21 marzo alla 12 Ore di Sebring. Le due 275 P in gara conquistarono i primi due posti, rispettivamente con gli equipaggi Parkes/Maglioli e Scarfiotti/Vaccarella. Al terzo posto giunse una 330 P, con Surtees e Bandini alla guida. Una seconda 330 P, con equipaggio Hill/Bonnier, fu costretta al ritiro per la rottura del cambio.
Il 31 maggio, alla 1000 km del Nürburgring, furono schierate tre 275 P. Di queste, quella portata in gara dall'equipaggio Scarfiotti/Vaccarella riuscì a conquistare la vittoria. La seconda, condotta da Surtees e Bandini, arrivò al 46º posto, ritardata dalla perdita di una ruota durante la gara. Quella affidata Graham Hill e Innes Ireland fu squalificata per un'irregolarità durante il rifornimento.
Alla 24 Ore di Le Mans, che si corse il 22 giugno, la Ferrari schierò tre 275 P e tre 330 P. Delle 275 P, due si ritirarono, rispettivamente per un incidente e per la rottura della pompa dell'olio. La terza riuscì ad arrivare al primo posto, con Jean Guichet e Nino Vaccarella alla guida. Il podio fu completato da due 330 P, portate in gara dagli equipaggi Hill/Bonnier e Surtees/Bandini. La terza 330 P si ritirò per la rottura della guarnizione di testa.
Il 29 maggio, al RAC Tourist Trophy, che si correva sul circuito di Goodwood, l'unica 330 P in gara conquistò la vittoria.
Alla penultima gara della stagione, la 500 km di Bridgehampton che si correva il 20 settembre, la Ferrari portò in gara una 275 P e due 330 P. La 275 P, guidata da Pedro Rodríguez, arrivò al secondo posto. Delle due 330 P, quella guidata da John Fulp giunse quinta, mentre quella affidata a Scarfiotti, iscritta con i colori del team N.A.R.T., si ritirò per la rottura del motore.
L'ultima gara della stagione, in data 11 ottobre, fu la 1000 km di Parigi. L'unica 330 P che prese parte alla gara, affidata a Graham Hill e Jo Bonnier, riuscì ad arrivare al primo posto.
La Ferrari non riuscì ad aggiudicarsi il titolo costruttori, che quell'anno fu conquistato dalla Porsche.

### Caratteristiche tecniche e confronto fra le evoluzioni
| Modello | Cilindrata  | Cilindrata unitaria | Potenza           | Alesaggio x corsa | Rapporto di compressione |
| ------- | ----------- | ------------------- | ----------------- | ----------------- | ------------------------ |
| 250 P   | 2953,21 cm³ | 246,1 cm³           | 310 CV @ 7500 rpm | 73 x 58,8 mm      | 9,5:1                    |
| 275 P   | 3285,72 cm³ | 273,8 cm³           | 320 CV @ 7700 rpm | 77 x 58,8 mm      | 9,7:1                    |
| 330 P   | 3967,44 cm³ | 330,6 cm³           | 370 CV @ 7300 rpm | 77 x 71 mm        | 9,8:1                    |

## Palmarès
- Ferrari 250 P
  - 23 marzo 1963: 12 Ore di Sebring; Surtees/Scarfiotti
  - 19 maggio: 1000 km del Nürburgring; Surtees/Mairesse
  - 15-16 giugno 24 Ore di Le Mans; Scarfiotti/Bandini
- Ferrari 275 P
  - 22 marzo 1964: 12 Ore di Sebring; Parkes/Maglioli
  - 31 maggio 1964: 1000 km del Nürburgring; Scarfiotti/Vaccarella
  - 20-21 giugno 1964: 24 Ore di Le Mans; Guichet/Vaccarella
- Ferrari 330 P
  - 29 agosto 1964: RAC Tourist Trophy (Circuito di Goodwood); Graham Hill
  - 11 ottobre 1964: 1000 km di Parigi; Hill/Bonnier